# Le Rouble à deux faces
Pour plus de détails, voir Fiche technique et Distribution.
Le Rouble à deux faces est un film franco-espagnol réalisé par Étienne Périer, sorti en 1968.

## Fiche technique
- Titre : Le Rouble à deux faces
- Autre titre : Le Téléphone rouge
- Réalisation : Étienne Périer
- Scénario : Paul Jarrico, Dominique Fabre et Guerdon Trueblood
- Production : Alexander Salkind
- Sociétés de production : Balcazar Producciones (Madrid) - Intercontinental Productions (Paris)
- Photographie : Manuel Berenguer
- Son : José Mancebo
- Costumes : Maruja Rubio
- Montage : Teresa Alcocer et Renée Lichtig
- Musique : Paul Misraki
- Pays d'origine :  Espagne -  France
- Genre : Comédie
- Durée : 96 minutes
- Date de sortie : 1968

## Distribution
- George Chakiris : Eric Ericson
- Marie Dubois : Natasha
- Robert Taylor (VF : Jean-Claude Michel) : Anderson
- Charles Boyer : Vostov
- Gérard Tichy : Truman
- Gustavo Ré : le chef de la police
- Maurice de Canonge : le directeur de l'hôtel
- Marta Grau
- Irène d'Astrea
- Josefina Tapias
- Oscar Pellicer
- Frank Oliveras
- Ilya Salkind